# Ingrid M. Schmeck
Ingrid M. Schmeck (* 1944 in Posen) ist eine deutsche Zeichnerin und Grafikerin.

## Leben und Werk
Sie studierte von 1962 bis 1967 an der Muthesius Werkkunstschule in Kiel sowie 1971 bis 1973 an der Fachhochschule für Gestaltung in Hamburg. Seit 1974 ist sie als freischaffende, bildende Künstlerin in Lübeck und im europäischen Ausland tätig. Seit 1975 unternimmt sie Studienreisen nach Griechenland, in die Schweiz und entlang der Ostsee- und Mittelmeerküsten. In Häuser- und Stadtansichten hat sie eine unverwechselbare, multiperspektivische Darstellungsform entwickelt. Neben urbanen Themen tauchen seit den 1990er Jahren europäische Pflanzenwelten in ihrem Werk auf. Ein Schwerpunkt sind Erscheinungsformen europäischer Fasnacht, insbesondere der Brauchtümer im alemannischen Raum, in Basel und in Luzern. Seit 1975 besucht sie den Morgestraich. Ein wichtiger Bereich sind maritime Motive, teils Seestücke, auch Illustrationen von Kreuzfahrten der Peter Deilmann Reederei. Einzelausstellungen in Deutschland, Frankreich, Griechenland und in der Schweiz. Ihre Werke befinden sich in öffentlichen Sammlungen und Artotheken.

## Werke in öffentlichen Sammlungen
- Schleswig-Holsteinisches Landesmuseum, Schleswig
- Landesregierung, Kiel
- Städtisches Museum, Flensburg
- Dithmarscher Landesmuseum, Meldorf
- Kunstsammlungen der Veste Coburg, Coburg
- Landesgeschichtliche Sammlung Kieler Schloss, Kiel
- Museumsverwaltung, Lübeck
- Bundeshaus Bonn, Bonn
- Altonaer Museum, Hamburg
- Mönchehaus Museum Goslar

## Publikationen
- Kunterbunter Regentag, ein Bilderbuch mit Schreibschrift (= rororo-rotfuchs 76). Rowohlt-Verlag, Reinbek bei Hamburg 1975, ISBN 3-499-20076-7.
- Neue Ansichten von Schleswig-Holstein. Text von Joachim Kruse. Verlag Wolfgang Weidlich, Frankfurt am Main 1978, ISBN 3-8035-8359-4.
- Märchen und Sagen von Menschen und anderen wundersamen Wesen in Norddeutschland. Illustrationen zum Märchenbuch. Christians Verlag, Hamburg 1978.
- Platt för Jungs un Deerns. Illustrationen zu einem plattdeutschen Schulbuch. Verlag Erziehung und Wissenschaft, Hamburg 1980.
- Essen und Trinken im Holsteiner Land. Illustrationen zu einem Kochbuch. Verlag Gustav Weiland Nachf., Lübeck 1981.
- Wundersames Wolfenbüttel. Verkehrsverein und Kulturbund, Wolfenbüttel 1982.
- Hans und Heinz Kirch. Illustrationen zur Novelle von Theodor Storm. Christians Verlag, Hamburg 1983, ISBN 3-7672-0819-9.
- Malerisches Münster. Text von Wolfgang Schemann. Edition Schnake, Münster 1984, ISBN 3-924264-01-5.
- Sonderbar schönes Goslar. Stubengalerie, Goslar 1987.
- Coburger Bilder. Druck- und Verlagsanstalt Neue Presse, Coburg 1989.
- Ein himmlisches Vergnügen – eine Reise mit der Donauprinzessin. Text von Horst Krüger. Deilmann Reederei, Neustadt 1990.
- Schönes Goslar und darüber hinaus. Stubengalerie, Goslar 1991.
- Troisdorf – auf den Spuren einer Stadt. Galerie Donath, Troisdorf 1992.
- Wie Gott in Frankreich – meine Reise mit der Princesse de Provence. Text von Horst Krüger. Deilmann Reederei, Neustadt 1992.
- Dello Editionen. Hamburg 1996.
- Kein schöner Land – eine Flußreise mit der Prinzessin von Preussen. Text von Horst Krüger. Deilmann Reederei, Neustadt 1996.
- Und wieder kommt ein schöner Tag, zwölf Kreuzfahrt-Geschichten von der Deutschland. Text von Peter Bacher, Deilmann Reederei, Neustadt 1999, DNB 993770681.